# Scheloribates sacsahuamanensis
Scheloribates sacsahuamanensis är en kvalsterart som beskrevs av Hammer 1961. Scheloribates sacsahuamanensis ingår i släktet Scheloribates och familjen Scheloribatidae. Inga underarter finns listade i Catalogue of Life.